# Mathilde (film)
Pour les articles homonymes, voir Mathilde.
Pour plus de détails, voir Fiche technique et Distribution.
Mathilde est un film réalisé par Nina Mimica, sorti en 2004. C'est une coproduction entre le Royaume-Uni, la Suisse, l'Italie, l'Espagne et la France.

## Synopsis
Pendant la guerre des Balkans, le colonel Pretis des casques bleus tombe amoureux de Mathilde, une jeune danseuse de la région. Il laisse sa passion l'emporter sur ses devoirs et son sens des responsabilités, dans un pays divisé par une guerre civile impitoyable.

## Fiche technique
- Titre : Mathilde
- Réalisation : Nina Mimica
- Scénario : Nina Mimica
- Photographie : Phedon Papamichael et Stefano Paradiso
- Montage : Raimondo Aiello
- Musique : Giuseppe Napoli (compositeur)
- Pays de production :   Royaume-Uni,  Suisse,  Italie,  Espagne,  France
- Genre : drame
- Date de sortie : 2004

## Distribution
- Jeremy Irons : colonel De Petris
- Nutsa Kukhianidze : Mathilde
- Dejan Aćimović : caporal croate
- Radko Polič : Major
- Ksenija Marinković : capitaine croate
- Sinéad Cusack : la femme du colonel De Petris
- Richard Harrington : Babyface
- Miki Manojlović : journaliste